# Warren megye (Mississippi)
Warren megye az Amerikai Egyesült Államokban, azon belül Mississippi államban található. Megyeszékhelye és legnagyobb városa Vicksburg. Lakosainak száma 44 722 fő (2020. április 1.). Warren megye Issaquena, Claiborne, Madison, Yazoo, Hinds, Tensas és East Carroll megyékkel határos.

## Népesség
A megye népességének változása:
| Lakosok száma | 48 816 | 48 253 | 48 108 | 48 218 | 47 485 | 44 722 |
|               | 2010   | 2011   | 2012   | 2013   | 2015   | 2020   |